# Bronislav Sedláček
Bronislav Sedláček (* 1. června 1964 Vsetín) je český politik a lékař – traumatolog, od roku 2010 zastupitel města Bruntál, nestraník za hnutí STAN.

## Život
Narodil se ve Vsetíně, téměř od narození však žije v Bruntále. Po absolvování Gymnázia v Bruntále vystudoval Lékařskou fakultu Univerzity Palackého v Olomouci (promoval v roce 1988 a získal titul MUDr.). Následně v letech 1993 až 2005 absolvoval atestace I. a II. stupně, které rozšířil o atestaci v oboru traumatologie.
Profesní kariéru začal v letech 1988 až 2001 jako sekundární lékař chirurgického oddělení v nemocnici v Bruntále. Od roku 2001 pracoval na pozici sekundárního lékaře v nemocnici v Krnově. Od roku 2008 je primářem chirurgického oddělení v téže nemocnici. Současně je od roku 2006 předsedou odborové organizace lékařů Sdružených zdravotnických zařízení Krnov a od roku 2010 také soudním znalcem v oboru chirurgie.
Bronislav Sedláček žije v Bruntále, má dvě děti. Je aktivním sportovcem, zejména se věnuje badmintonu, cyklistice a tenisu. Sedmnáct let byl předsedou občanského sdružení Tenisového klubu Bruntál.

## Politické působení
Do komunální politiky se pokoušel vstoupit, když v komunálních volbách v roce 2006 kandidoval jako nestraník za subjekt "Sdružení nezávislých kandidátů Volba pro Bruntál" do Zastupitelstva města Bruntál, ale neuspěl. Městským zastupitelem se stal až po volbách v roce 2010, kdy kandidoval jako nestraník za subjekt "BRUNTÁL 2010" (tj. nezávislí kandidáti a US-DEU). Na kandidátce byl původně na 21. místě, ale vlivem preferenčních hlasů skončil čtvrtý. Ve volbách v roce 2014 mandát obhájil jako nestraník za hnutí STAN na kandidátce subjektu "BRUNTÁL 2014" (tj. hnutí STAN a nezávislí kandidáti). I tentokrát se do zastupitelstva dostal díky preferenčním hlasům – původně byl na 14. místě, skončil sedmý.
V krajských volbách v roce 2016 kandidoval jako nestraník za hnutí STAN na kandidátce subjektu "STAROSTOVÉ a nezávislí" (tj. STAN a Ostravak) do Zastupitelstva Moravskoslezského kraje, ale neuspěl.
Ve volbách do Senátu PČR v roce 2016 kandidoval za hnutí STAN v obvodu č. 64 – Bruntál. Se ziskem 7,74 % hlasů skončil na 6. místě a do druhého kola nepostoupil.